# Окрасін (Підляське воєводство)
Окрасін (пол. Okrasin) — село в Польщі, у гміні Радзілув Ґраєвського повіту Підляського воєводства.
Населення — 204 особи (2011).
У 1975-1998 роках село належало до Ломжинського воєводства.

## Демографія
Демографічна структура станом на 31 березня 2011 року:
|          | Загалом | Допрацездатний вік | Працездатний вік | Постпрацездатний вік |
| -------- | ------- | ------------------ | ---------------- | -------------------- |
| Чоловіки | 114     | 23                 | 82               | 9                    |
| Жінки    | 90      | 20                 | 49               | 21                   |
| Разом    | 204     | 43                 | 131              | 30                   |